# Eleutere
Eleutere (in greco antico: Ἐλευθέραι?, Eleuthérai) era una cittadina nella parte settentrionale dell'Attica, al confine con la Beozia.

## Localizzazione
Nell'Ottocento William Martin Leake supponeva che Eleutere si trovasse presso l'odierna Myúpoli, circa 6,4 km a sud-est di Gyphtokastro; si può però obiettare che Eleutere originariamente faceva parte della lega beotica, che si unì volontariamente agli Ateniesi e che non divenne mai un demo, e che quindi è improbabile che Enoe, la quale era sempre stata un demo, si trovasse tra Platea ed Eleutere. Leake replicò che, esaminando le rovine di Gyphtokastro, la sua posizione e le sue dimensioni mostrano che era una fortezza e non una città, considerato che la sua circonferenza misurava solo 640 o 730 m e che si trovava su un'altura all'entrata del passo, mentre Myúpoli ha tutta l'apparenza di essere stata una semplice città, con l'acropoli piazzata come di consueto ai margini della valle. Altri studiosi ritenevano che le rovine di Ghyftókastro appartengano a Panatto, ma tale opinione è probabilmente superata. Attualmente gli studiosi invece ritengono che Gyphtokastro sia da identificare con Eleutere e che Myúpoli corrisponda ad Enoe.

## Storia
Anticamente si pensava che il fondatore della città fosse Eleutere, il mitico figlio di Apollo ed Etusa.
Eleutere, come la vicina Platea, era inizialmente una polis indipendente al confine tra l'Attica e la Beozia. Oppressa dalla belligeranza perenne e dalle incursioni dei Tebani, tuttavia, la città chiese aiuto ad Atene e fu disposta a rinunciare alla sua indipendenza in cambio della cittadinanza ateniese e dell'ammissione tra i territori di quella città. Data l'importanza geopolitica di Eleutere gli Ateniesi accettarono il compromesso e il culto di Dioniso Eleuterio venne simbolicamente trasferito ad Atene; la statua del dio fu trasferita da un certo Pegaso. La festa delle Dionisie, originariamente una celebrazione tipica di Eleutere in onore del vino, portò alla creazione del genere letterario ed artistico del teatro: durante lo svolgimento degli spettacoli delle Dionisie il posto centrale della prima fila di spettatori era riservato al sacerdote di Dioniso Eleuterio.

## Descrizione
Attualmente, sul luogo dell'antica Eleutere, sorgono i resti di una delle meglio conservate fortezze greche antiche: si tratta dell'antica acropoli, datata tra il 370 e il 360 a.C., con molto ben lavorate che misurano 2,6 m in larghezza di media. La cinta, lunga 860 m, era dotata di numerose torri, 6 delle quali sono ancora visibili sul lato settentrionale e misurano dai 4 ai 6 metri di altezza. Rimangono inoltre le fondamenta delle altre torri e delle due porte, una grande a ovest e una più piccola a sud-est. Ci sono anche resti di due piccole porte sul lato nord, probabilmente utilizzate per delle sortite in caso di assedio.